# Alagoas
Alagoas (portug. a[s] lagoas, die Seen, benannt nach zwei markanten Binnenseen) mit der Hauptstadt Maceió ist ein Bundesstaat in der Nordostregion von Brasilien. Im Jahr 2022 lebten dort 3.127.511 Einwohner. Mit einer Fläche von rund 27.843,3 km² (2018) steht es an 25. Stelle der 27 bundesstaatlichen Einheiten.

## Geographie
Alagoas grenzt an die brasilianischen Bundesstaaten Pernambuco, Sergipe und Bahia sowie an den Atlantischen Ozean. Es ist der flächenmäßig zweitkleinste Bundesstaat von Brasilien, nur Sergipe ist kleiner. Die kleinste Einheit bildet der Bundesdistrikt.
Alagoas verfügt über eine 230 Kilometer lange Küstenlinie, an der sich weiße Sandstrände befinden. Davon liegen 65 Kilometer Strand im Einzugsgebiet der Hauptstadt Maceió. Entlang des Rio São Francisco (Spitzname „o Velho Chico“, „alter Junge“), der die Grenze zu den Bundesstaaten Sergipe und Bahia bildet, liegen einige historische Kolonialstädte.

## Geschichte
Anfang des 16. Jahrhunderts besetzten Franzosen das Gebiet, nach deren Vertreibung durch die Portugiesen im Jahr 1535 wurde Alagoas, das bis 1817 zum Kapitanat Pernambuco gehörte, von 1630 bis 1654 durch die Niederländische Westindien-Kompanie okkupiert. Die Portugiesen mussten sich in das oft sumpfige Hinterland zurückziehen. Von dort unternahmen sie immer wieder Vorstöße, bis die Holländer endgültig das Land verließen. Der Versuch eines Niederländisch-Brasilien war gescheitert und wurde nie wieder aufgegriffen.
Bis 1817 und der Revolte von Pernambuco (Revolução Pernambucana) war die Geschichte von Alagoas mit der von Pernambuco gleichzusetzen. Die Niederschlagung der Unabhängigkeitsbewegung hatte am 16. September 1817 die Folge der Abtrennung des Gebietes von Pernambuco als „capitania independente“ Kapitanat Alagoas, der erste eigene Gouverneur wurde Sebastião Francisco de Melo e Póvoas. Dieses Kapitanat währte in der Zeit von König Johann VI. bis 1821. Dann wurden die Kapitanate in Provinzen gewandelt und unter Kaiser Peter I. in die Verfassung aufgenommen.
Während des Imperiums erhielt die separatistische und republikanische Bewegung der Äquatorföderation von 1824 die Unterstützung prominenter Persönlichkeiten aus Alagoas. 1834 erhielt die Provinz Alagoas ihr eigenes Parlament. 1889 bei Republikgründung wurde auch der Bundesstaat Estado de Alagoas gegründet, die erste provisorische Regierung bildeten Aureliano Augusto de Azevedo Pedra, Manuel Ribeiro Barretos de Meneses und Ricardo Brenand Monteiro. Die folgenden Gouverneure wurden noch von der Bundesregierung ernannt, erster gewählter Präsident wurde Euclides Vieira Malta von 1900 bis 1903.

## Politik
Gouverneur ist seit den Wahlen in Brasilien 2018 Renan Filho des Movimento Democrático Brasileiro (MDB), Vizegouverneur seit 2015 ist Luciano Barbosa der gleichen Partei. Amtssitz der Regierung ist seit 2006 der Palácio República dos Palmares in Maceió.

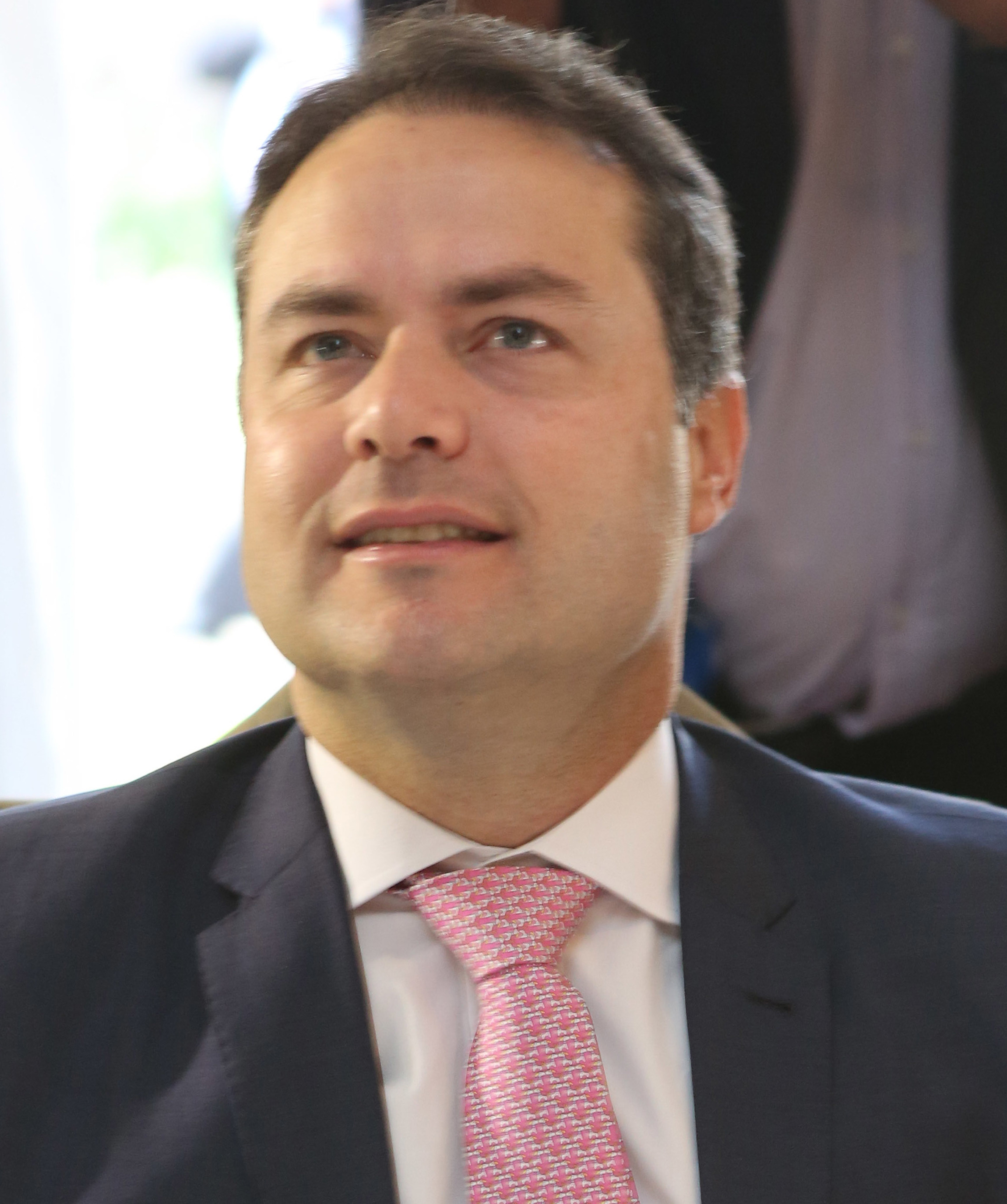
Renan Filho, Gouverneur, seit 1. Januar 2019

Alagoas entsendet neun Bundesabgeordnete in die Abgeordnetenkammer und drei Senatoren in den Bundessenat des brasilianischen Nationalkongresses.

## Wirtschaft
Die meisten Einwohner Alagoas leben von Tourismus und Zuckerrohranbau, ein weiterer Arbeitgeber ist die öffentliche Verwaltung. Alagoas ist der zweitgrößte Produzent von Zucker und Ethanol in Brasilien. Etwa die Hälfte der Landesfläche bedecken Zuckerrohrplantagen, der Rest der landwirtschaftlich genutzten Fläche wird für die Rinder- und Geflügelzucht sowie für Ananas-, Bananen-, Baumwolle-, Mais-, Kokosnuss- und Reisanbau genutzt.
Um die Stadt Arapiraca herum gibt es Tabakpflanzungen. Küstenfischerei wird betrieben.
Die Industrie produziert Lebensmittel, Zement und Textilien, fördert Eisenerz, Mineralsalze, Erdöl und Gas sowie Marmor und Granit.

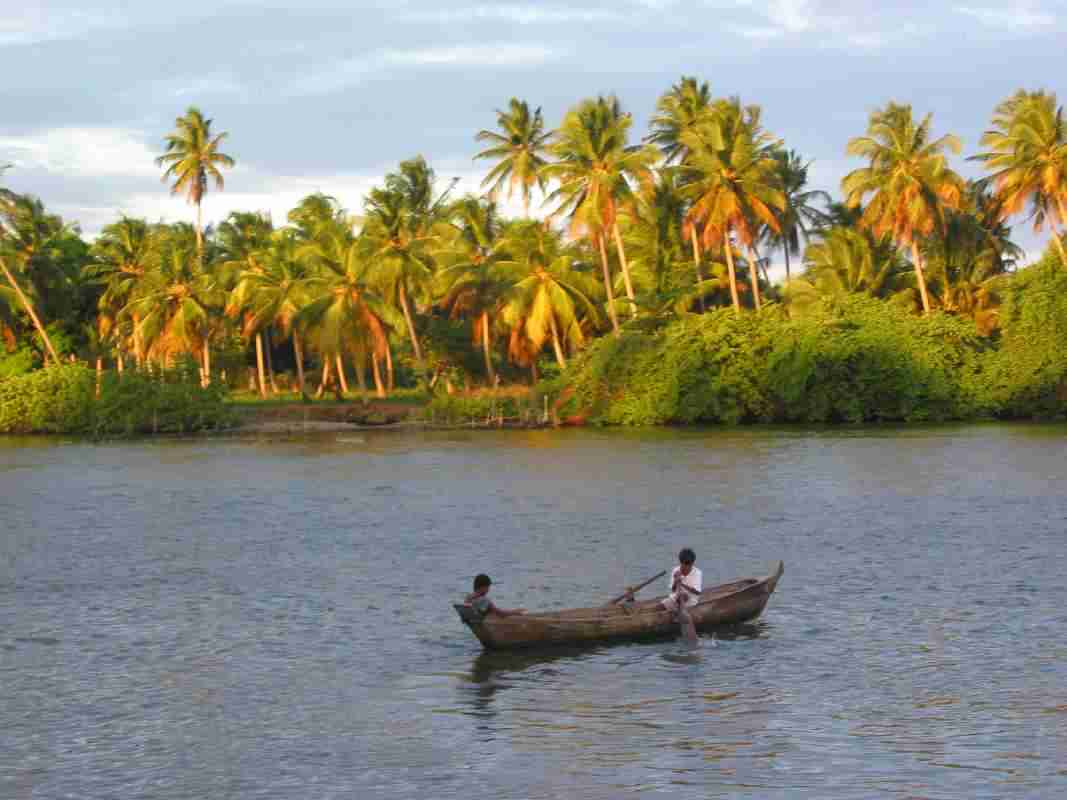
Alagoas (Die Seen) - Lagoa Mundaú (Regenwassersee)
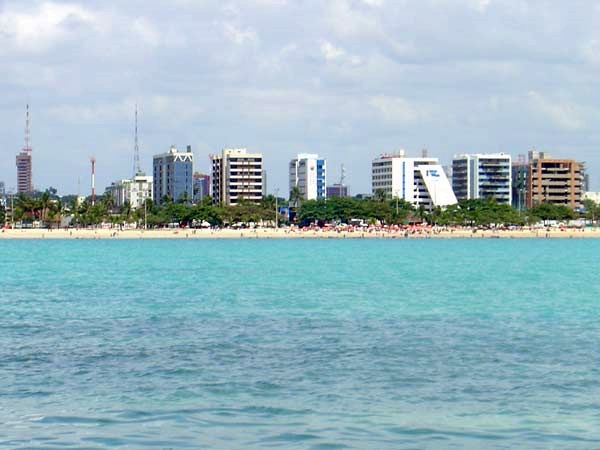
Maceió, Stadtteil Pajuçara

## Bevölkerung

### Bevölkerungsentwicklung ab 1872
Quelle: IBGE, 2020 ist eine Schätzung.

### Ethnische Zusammensetzung
Ethnische Gruppen nach der statistischen Einteilung des IBGE (Stand 2000 mit 2.827.856 Einwohnern, Stand 2010 mit 3.120.494 Einwohnern, Stand 2022 mit 3.127.511 Einwohnern): Von diesen lebten 2010 2.207.809 (73,64 %) Einwohner in städtischen Bereichen und 822.685 (26,36 %) im ländlichen Raum.
| Gruppe      | Anteil 2000         | Anteil 2010             | Anteil 2022             | Anmerkung                        |
| ----------- | ------------------- | ----------------------- | ----------------------- | -------------------------------- |
| Brancos     | 964.919 (34,12 %)   | ▲ 968.288 (31,03 % ▼)   | ▼ 915.400 (29,27 % ▼)   | Weiße, Nachfahren von Europäern  |
| Pardos      | 1.681.391 (59,46 %) | ▲ 1.897.214 (60,80 % ▲) | ▼ 1.887.865 (60,36 % ▼) | Mischrassige, Mulatten, Mestizen |
| Pretos      | 142.747 (5,05 %)    | ▲ 206.030 (6,60 % ▲)    | ▲ 298.709 (9,55 % ▲)    | Schwarze                         |
| Amarelos    | 2.950 (0,10 %)      | ▲ 35.183 (1,13 % ▲)     | ▼ 5.505 (0,17 % ▼)      | Asiaten                          |
| Indígenas   | 9.074 (0,32 %)      | ▲ 13.773 (0,44 % ▲)     | ▲ 20.095 (0,64 % ▲)     | indigene Bevölkerung             |
| ohne Angabe | 26.775              | 7                       |                         |                                  |

### Bevölkerungsreichste Städte
| Nr. | Munizip               | Einwohner Schätzung 2017 | Bild                      |
| --- | --------------------- | ------------------------ | ------------------------- |
| 1   | Maceió                | 1.029.129                | Maceió Arapiraca Maragogi |
| 2   | Arapiraca             | 234.185                  | Maceió Arapiraca Maragogi |
| 3   | Rio Largo             | 76.019                   | Maceió Arapiraca Maragogi |
| 4   | Palmeira dos Índios   | 74.208                   | Maceió Arapiraca Maragogi |
| 5   | União dos Palmares    | 66.477                   | Maceió Arapiraca Maragogi |
| 6   | Penedo                | 64.497                   | Maceió Arapiraca Maragogi |
| 7   | São Miguel dos Campos | 61.827                   | Maceió Arapiraca Maragogi |
| 8   | Campo Alegre          | 57.548                   | Maceió Arapiraca Maragogi |
| 9   | Coruripe              | 57.498                   | Maceió Arapiraca Maragogi |
| 10  | Delmiro Gouveia       | 52.597                   | Maceió Arapiraca Maragogi |
| 11  | Marechal Deodoro      | 52.260                   | Maceió Arapiraca Maragogi |
| 12  | Santana do Ipanema    | 48.232                   | Maceió Arapiraca Maragogi |
| 13  | Atalaia               | 47.744                   | Maceió Arapiraca Maragogi |
| 14  | Teotônio Vilela       | 44.666                   | Maceió Arapiraca Maragogi |
| 15  | Girau do Ponciano     | 41.279                   | Maceió Arapiraca Maragogi |
| 16  | Pilar                 | 35.552                   | Maceió Arapiraca Maragogi |
| 17  | São Luís do Quitunde  | 34.961                   | Maceió Arapiraca Maragogi |
| 18  | São Sebastião         | 34.551                   | Maceió Arapiraca Maragogi |
| 19  | Maragogi              | 32.940                   | Maceió Arapiraca Maragogi |
| 20  | São José da Tapera    | 32.626                   | Maceió Arapiraca Maragogi |

## Justiz
Alagoas ist der brasilianische Bundesstaat mit der höchsten Mordrate. In 2010 kamen insgesamt 2.226 Menschen gewaltsam zu Tode, dies entspricht einer Quote von 71,3 Morden pro 100.000 Einwohner. Nicht in der Zahl inbegriffen sind Raubüberfälle mit Todesfolge.

## Religion
Der Staat Alagoas umfasst drei Bistümer der Römisch-Katholischen Kirche: Das Erzbistum Maceió, das Bistum Palmeira dos Índios und das Bistum Penedo, ca. drei Viertel der Einwohner von Alagoas sind römisch-katholisch. Es gibt zahlreiche evangelische Kirchen, etwa 20 Prozent der Einwohner von Alagoas gehören ihnen an. In Alagoas gibt es eine Synagoge (in Maceió) und keine Moschee.

## Persönlichkeiten
- Zumbi, geboren 1655 in Palmares. Zumbi war einer der berühmtesten Repräsentanten des schwarzen Widerstandes gegen die Sklaverei in Brasilien und seit 1670 Führer des größten Quilombo von Brasilien (Flüchtlingslager geflohener Sklaven), Quilombo dos Palmares mit über 30.000 Bewohnern. Der Quilombo lag in der Region Serra da Bariga, die zur Stadt União dos Palmares gehört. Er wurde ca. 1600 gegründet und erst 1694 zerstört. Zumbi wurde am 20. November 1695 von ehemaligen Mitstreitern denunziert, gefangen genommen und mit 40 Jahren enthauptet. Zumbi dos Palmares ist der Namensgeber des internationalen Flughafens in Maceió.
- Manuel Deodoro da Fonseca, geboren am 5. August 1827 in Cidade de Alagoas, der ersten Hauptstadt der Provinz Alagoas, proklamierte als Marschall am 15. November 1889 die Republik und war ihr erster Präsident. 1939 wurde seine Geburtsstadt in Marechal Deodoro umbenannt.
- Floriano Peixoto, geboren am 30. April 1839 in Maceió, Stadtteil Ipioca, war Vizepräsident unter Marechal Deodoro da Fonseca und nach dessen Rücktritt zweiter Präsident der Republik.
- Aurélio Buarque de Holanda Ferreira, geboren am 3. Mai 1910 in Passo de Camaragipe, gestorben am 28. Februar 1989 in Rio de Janeiro, war ein Literaturkritiker, Lexikograph, Sprachwissenschaftler, Lehrer, Übersetzer und Essayist. Sein bekanntestes Werk ist das Novo Dicionário da Língua Portuguesa (Neues Wörterbuch der portugiesischen Sprache), in der portugiesischsprachigen Welt einfach als "Der Aurélio" bezeichnet. Im alten Gouverneurspalast in Maceió, der seit 2005 auch als Museum genutzt wird, ist eine Dauerausstellung über sein Leben und Werk eingerichtet.
- Lêdo Ivo, geboren am 18. Februar 1924 in Maceió, gestorben am 20. Januar 2013 in Sevilla, Spanien, war ein Journalist, Poet, Kronist, Essayist und Romanautor, der viele Auszeichnungen in Brasilien und im Ausland erhalten hat. Am 13. November 1986 wurde er in die Academia Brasileira de Letras (Rio de Janeiro) aufgenommen, in Brasilien die größte Auszeichnung für einen Schriftsteller. Auch über sein Leben und Werk findet sich im alten Gouverneurspalast in Maceió eine Dauerausstellung.
- Graciliano Ramos de Oliveira, geboren am 27. Oktober 1892 in Quebrangulo, gestorben am 20. März 1953 in Rio de Janeiro, war ein Schriftsteller und Poet. Für sein Werk Vidas Secas (Karges Leben, Suhrkamp Verlag KG, 1992, ISBN 3-518-37167-3) erhielt er 1962 den William Faulkner Foundation Preis. 1963 wurde es in Brasilien verfilmt.
- Djavan, geboren am 27. Januar 1949 in Maceió, Sänger und Grammy-Preisträger.
- Mário Zagallo, geboren am 9. August 1931 in Maceió, war der erste Fußballer, der die Weltmeisterschaft sowohl als Spieler (1958, 1962) als auch als Trainer (1970) gewann.
- Marta Vieira da Silva, am 19. Februar 1986 in Dois Riachos geboren, wurde von der FIFA sechsmal zur FIFA-Weltfußballerin des Jahres gewählt.
- Pepe, Fußballspieler, geboren am 26. Februar 1983 in Maceió, Innenverteidiger u. a. für Real Madrid (2007–2017) sowie die portugiesische Nationalmannschaft.
- Roberto Firmino, Fußballspieler, geboren in Maceió. Stürmer u. a. für die TSG Hoffenheim und den FC Liverpool.
- Fernando Collor de Mello, Politiker, geboren am 12. August 1949 in Rio de Janeiro. Schulausbildung in Maceió, Studium an der Universität Brasilia. In Maceió in den 1980er Jahren Beginn seiner politische Karriere. Nach Beendigung der Militärdiktatur 1989 als erster demokratischer Präsident Brasiliens seit 29 Jahren gewählt, Amtsinhaber von 1990 bis 1992. Rücktritt im Rahmen diverser Korruptionsskandale. Von 2007 bis 2023 Senator von Alagoas.